# Carlos Luis de Borbón

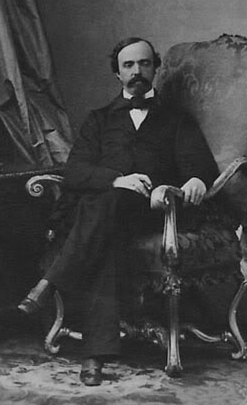
Don Carlos (VI.)

Carlos Luis María Fernando de Borbón y Braganza (* 31. Januar 1818 in Madrid; † 13. Januar 1861 in Triest), Graf von Montemolín, war der älteste Sohn des carlistischen Thronprätendenten Carlos María Isidro de Borbón und dessen Gattin Maria Francisca von Portugal. Er übernahm 1845 die Thronrechte seines Vaters, unternahm 1860 einen erfolglosen Versuch, durch eine Militärintervention gewaltsam auf den spanischen Thron zu gelangen und starb Anfang des folgenden Jahres an Typhus.

## Leben
Carlos Luis María Fernando de Borbón lebte bis 1833 in Madrid, ging dann mit seinem Vater nach Portugal und 1834 nach England. 1835 begab er sich allein nach Piemont und Salzburg. Er kehrte 1838 auf den Kriegsschauplatz nach Spanien zurück, ohne an dem Kampf teilzunehmen, und musste 1839 wie sein Vater seinen Aufenthalt in Bourges nehmen. Nach der Verzichtleistung seines Vaters auf die Rechte auf den spanischen Thron (1845) nannte er sich Graf von Montemolín. Am 14. September 1846 floh er mit Ramón Cabrera aus Bourges nach England, von wo aus er seine Thronrechte durch Manifeste geltend zu machen suchte. Namentlich gedachten ihm seine Anhänger, die Montemolinisten, durch eine Vermählung mit seiner Cousine, der jungen Königin Isabella II., auf den Thron zu verhelfen. Aber nicht nur das Interesse König Louis-Philippes I. von Frankreich und die Politik Englands, sondern auch die Abneigung der spanischen Nation standen einer solchen Eheschließung entgegen.
Zwischen 1846 und 1848 ergriffen die Carlisten zugunsten des Grafen Montemolín die Waffen, aber der Graf schloss sich ihnen nicht persönlich an. Im April 1849 unternahm er den Versuch, insgeheim durch Frankreich nach Spanien zu gelangen, wurde aber ergriffen und nach kurzer Gefangenschaft auf der Zitadelle zu Perpignan nach England zurückgebracht. Am 10. Juli 1850 vermählte er sich mit seiner Cousine Maria Carolina von Sizilien (1820–1861), einer Schwester von König Ferdinand II. beider Sizilien.
Während des Spanisch-Marokkanischen Kriegs trat der Graf Montemolín mit dem Befehlshaber auf den Balearen, Jaime Ortega, zur Organisation eines Einfalls in Spanien in Verbindung. Seit dem 27. März 1860 belegte Ortega zwei Dampfschiffe mit Beschlag, auf denen er die Garnisonen von Palma und Mahon in der Stärke von etwa 4000 Mann einschiffen ließ, ohne dass die erstaunten Soldaten den Zweck der Expedition erfuhren. Am Abend des 1. April landete er mit ihnen, dem ebenfalls an Bord  befindlichen Grafen Montemolín, dessen jüngsten Bruder Fernando sowie dem General Elio, einem Hauptführer der Carlisten, an der Ostküste Spaniens bei Sant Carles de la Ràpita an der Mündung des Ebro. Ortega bemächtigte sich sofort der Stadt, ließ alle Verbindungswege bewachen, die Telegraphenleitungen zerstören und requirierte alle Hilfsmittel der Stadt. Augenscheinlich hatte er auf den gleichzeitigen Ausbruch von Aufstandsbewegungen an verschiedenen Punkten der Iberischen Halbinsel gehofft. In der Tat fanden auch solche Erhebungen in Barakaldo, in der Umgegend von Palencia und an anderen Orten statt. Aber Ortegas eigene Soldaten fingen sofort nach der Landung an unruhig zu werden und verlangten Auskunft über die weiteren geplanten Aktionen. Als am 2. April die Truppen gegen Tortosa geführt werden sollten und Ortega den Grafen Montemolín als Karl VI. zum König von Spanien ausrufen lassen wollte, verweigerten ihm die Soldaten den Gehorsam. Stattdessen antworteten ihm die Bataillone einstimmig mit dem Ruf: „Es lebe die Königin, es lebe die konstitutionelle Regierung!“
Der Prätendent, sein Bruder, Ortega und ihr weiteres Gefolge mussten fliehen. So war dieser Aufstand zu Ende, ehe noch die von der Regierung sofort zu seiner Unterdrückung angeordneten Maßregeln zur Ausführung kamen. General Ortega wurde drei Tage nach seiner Flucht in Calanda gefangen genommen, die beiden Prinzen am 21. April 1860 in Ulldecona gleichfalls verhaftet. Ein Kriegsgericht verurteilte Ortega zum Tod und er wurde am 18. April 1860 in Tortosa erschossen. Gleiches widerfuhr einigen in Biskaya und Kastilien ergriffenen bewaffneten carlistischen Parteigängern in Palencia und Bilbao. Die Frage nach dem Schicksal der gefangenen Prinzen wurde durch ein königliches Dekret vom 1. Mai gelöst, das für jedes politische Vergehen eine allgemeine Amnestie aussprach. Der Graf Montemolín und sein Bruder Fernando hatten bereits durch eine am 23. April in Tortosa unterzeichnete Erklärung für immer allen Rechten auf die spanische Krone entsagt und sich auch verpflichtet, diesen Verzicht nach Wiedererlangung ihrer Freiheit zu wiederholen. Beide wurden hierauf freigelassen und über die spanische Grenze geleitet. Allerdings nahm der Graf Montemolín diese Verzichtserklärung am 15. Juni 1860 in Köln als erzwungen wieder zurück, doch blieb sein Ansehen vernichtet. Er zog sich mit seinem Bruder Fernando nach Triest zurück, wo beide in wenig glänzenden Verhältnissen lebten.

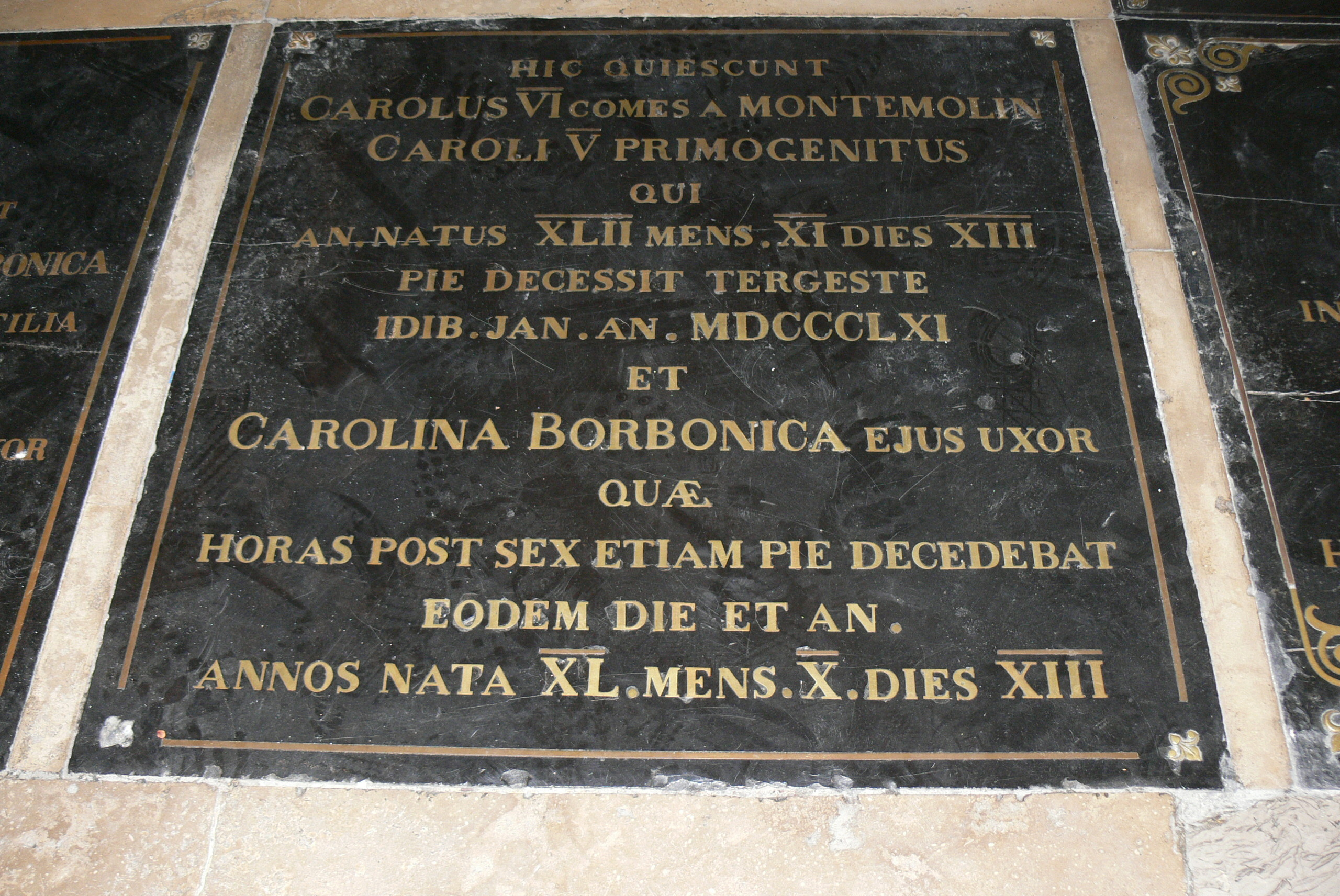
Grab Carlos’ (VI.)

Fernando starb am 2. Januar 1861 in Brunsee, einem Schloss der Herzogin von Berry in der Steiermark, an Typhus. Nach einem Besuch, den der Graf Montemolín und dessen Gemahlin dem Bruder abgestattet hatten, wurden auch sie in Triest von derselben Krankheit befallen. Der Prinz starb in der Nacht vom 13. zum 14. Januar 1861, einige Stunden später seine Gemahlin Maria Carolina. Sie hinterließen keine Kinder. Die Verstorbenen wurden in einer Seitenkapelle der Kathedrale von San Giusto in Triest beigesetzt.